# Groene politiek

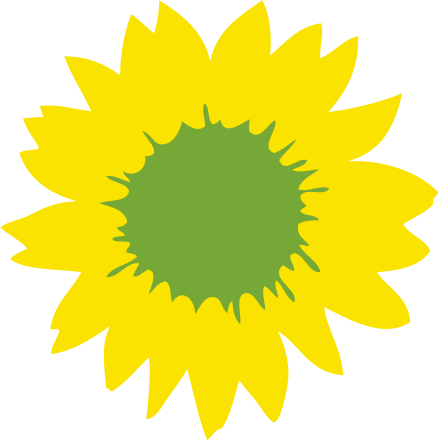
De zonnebloem, het internationale symbool van de Groenen.

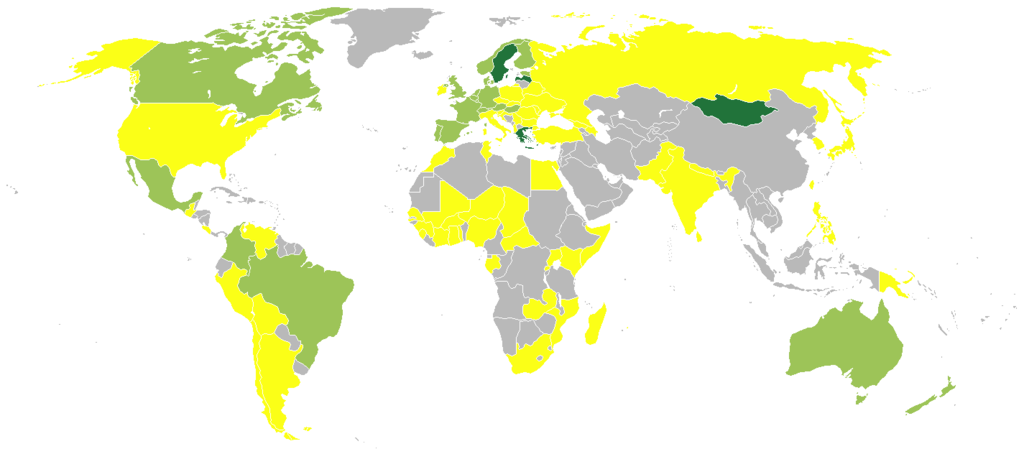
Een kaart met landen van Groene partijen in nationale overheden (donkergroen), nationale parlementen (lichtgroen) en zonder nationale zetels (geel)

Groene politiek is een politieke stroming die gericht is op een ecologisch duurzame samenleving, vaak gekoppeld aan idealen als sociale rechtvaardigheid en basisdemocratie. De groene stroming begon vorm te krijgen in de jaren zeventig in de westerse wereld, waarbij de politieke zelfbenoeming "groen" voor het eerst werd gebruikt door de Duitse Grünen. Sindsdien hebben veel groene partijen over de hele wereld zich ontwikkeld en electoraal succes behaald zoals GroenLinks en De Groenen in Nederland, Groen in Vlaanderen en Ecolo in Wallonië. De term "politieke ecologie" wordt soms ook gebruikt in Europa en in academische kringen.
Groenen delen veel ideeën met milieubeweging, feminisme en vredesbeweging omdat ze thema's zoals burgervrijheden, sociale rechtvaardigheid, pacifisme en sociale progressie op de agenda zetten. Groene partijen bekritiseren de louter economische belangen van de moderne industrie die schade kunnen toebrengen aan mens en milieu. Groene partijen worden over het algemeen links geplaatst in het politieke spectrum met een sterke focus op milieu-gerelateerde onderwerpen. In deze overlapt het met politieke ideologieën zoals ecosocialisme, eco-anarchisme en ecofeminisme, maar in hoeverre deze bewegingen gezien kunnen worden als deel van de Groene politiek staat ter discussie. Los en ongerelateerd van de ontwikkeling van de "linkse" groene politieke filosofie ontstond er ook een aparte ecologische beweging op de politieke rechterflank zoals groen conservatief, ecokapitalisme en ecofasicme.

## Geschiedenis

### Invloeden
De Groene politiek is een samenkomen van verschillende politieke, sociale en filosofische ideeën. Aanhangers van Groene politiek zien het vaak niet alleen als politiek maar ook als een deel van een algemeen wereldbeeld.
De filosofische wortels van milieubewegingen kunnen worden herleid tot de verlichting, met denkers zoals Rousseau en later de auteur en naturalist Thoreau in Amerika. Historische figuren zoals Gandhi, E.F. Schumacher, Jacob von Uexküll en Spinoza worden vaak aangehaald als vroege voorvaders van de Groene politieke stroming omwille van hun langetermijnvisie. Centraal in hun denken staat immers het hebben van de persoonlijke verantwoordelijkheid voor het maken van morele keuzes en het rekening houden met volgende generaties.
Ook is het moderne concept van milieubescherming niet nieuw: er zijn bronnen gevonden van Rome tot China waarin geklaagd werd over lucht-, water- en geluidsvervuiling. Georganiseerde milieubewegingen kwamen van de grond in de late negentiende eeuw in Midden-Europa en de Verenigde Staten als reactie op de Industriële Revolutie met nadruk op ongeremde economische groei. Een van de eerste natuurbehoud-bewegingen uit deze tijd was de Sierra Club die werd opgericht in 1892 te San Francisco.
In de jaren zeventig begonnen Groen-Linkse bewegingen zich te baseren op wetenschappelijke termen en het vooropgestelde beleid van milieubewegingen, feminisme, pacifisme, anarchisme, liberaal socialisme en socialisme. Toen deze bewegingen zich omvormden in partijen en invloedrijk begonnen te worden, begon Groene politiek deze bewegingen te overkoepelen.

#### Vroege ontwikkeling tot 1980

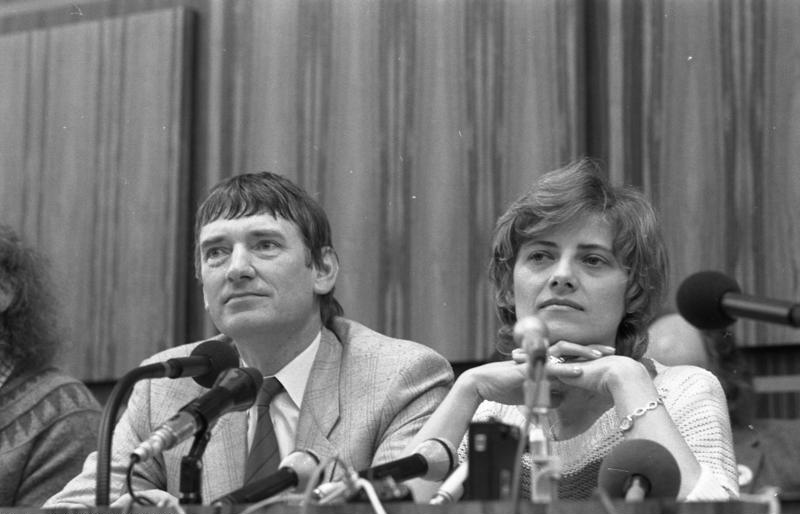
De Duitse oprichter van de Groene partij Petra Kelly met oud kabinetslid Otto Schily, bij een persconferentie in 1983.

De eerste politieke partij met een basis in milieubewegingen was de United Tasmania Group, gestart in maart 1972 in Australië. Hun doel was de ontbossing tegengaan en de bouw van een milieu-schadende dam te stoppen. Hoewel de partij maar drie procent van de stemmen haalde inspireerde het volgens Derek Wall "de oprichting van Groene partijen over de hele wereld". In mei van het jaar 1972 - op een bijeenkomst bij de Victoria University of Wellington in Nieuw-Zeeland - werd de Values Party opgericht, 's werelds eerste nationale groene partij. Een jaar later, in 1973, werd Europa's eerste Groene partij opgericht in het Verenigd Koninkrijk: de Ecology Party.
Hoewel de Duitse Grünen een van de meest bekende Groene partijen in Europa is, was het niet de eerste. De Bündnis 90/Die Grünen deed voor het eerst mee met de verkiezingen in 1980. Ze startten als een coalitie van burgergroepen en politieke groepen die er gezamenlijk van overtuigd waren dat hun belangen door de huidige politiek niet goed vertegenwoordigd waren. Het waren ook de Duitse Grünen die voor het eerst de term "Groen" gebruikten en het internationale Groene symbool van de zonnebloem gebruikten. In de Duitse verkiezingen van 1983 wonnen de Groenen 27 zetels in de Bondsdag.
Na de Europese verkiezingen van 1979 identificeerden de Duitse Grünen als eersten de "Vier Pilaren van de Groene politiek" (ecologische wijsheid, sociale rechtvaardigheid, basisdemocratie en geweldloosheid).
De opkomst van groene partijen valt te verklaren aan de hand van een bottom-upbeweging. Groene partijen starten doorgaans op een lokaal niveau, om daarna door te groeien naar de regionale, provinciale en eventueel nationale politiek.
Rond dezelfde tijd (1970) behaalde een politieke partij in Nederland, genaamd de Kabouterbeweging enkele zetels in gemeenteraden van grote steden. De Kabouters kwamen voort uit de Provo beweging met hun "witte plannen", zoals het witte fietsenplan (waarbij fietsen gratis door iedereen gebruikt kunnen worden) en het witkarproject. Hierna introduceerden ze de zogenaamde "Groene plannen". Hun ideeën komen overeen met andere jonge Groene partijen.

#### Gematigde en conservatieve groene stromingen
Naast de dominerende groen-linkse stroming binnen de groene politiek, bestaan er ook gematigde en conservatieve groene stromingen. De voornaamste stromingen zijn het groen conservatisme dat teruggaat op Edmund Burke. Het groen conservatisme staat op economisch en sociaal-cultureel vlak dicht bij het traditioneel conservatisme, dat sterk gekant is tegen urbanisatie, overconsumptie en de moderne levensstijl an sich dat niet alleen een verstoring is van de traditionele normen en waarden, maar – zo stellen groene conservatieven – ook van het leefmilieu. De moderne levensstijl wordt vaak gelijkgesteld met uitbuiting van de aarde en haar natuurlijke hulpbronnen. Een terugkeer naar een mentaliteitsverandering, gemeenschapszin, zuinigheid en een rurale levensstijl worden aangedragen als oplossingen voor de milieu en klimaatproblematiek. Het toekennen van rechten aan dieren wordt meestal afgewezen; men gaat immers niet uit van het klassiek liberale beginsel dat dieren beschouwd als goederen. Als de mens weer in een zekere harmonie leeft met de natuur zijn dierenrechten, zo stelt men, niet meer aan de orde.
"Groen rechts" is meer een neoconservatieve en neoliberale variant – in dat geval verwant aan het groenliberalisme – van het groen conservatisme. Groen rechts probeert economisch liberalisme en groene politiek te verzoenen.
Groen conservatisme gaat niet terug op het Verlichtingsdenken, anders dan progressieve en liberale groene stromingen.
Het groenliberalisme streeft naar een verantwoorde en duurzame economische groei, waarbij natuur en milieu zoveel mogelijk worden ontzien. De schade die het milieu oploopt door de economische groei dient te worden gecompenseerd. Door het schadebeginsel uit te breiden op andere levende wezens dan de mens wil men dierenleed (vgl. dierenrechten en schade aan de natuur inperken. (Het absolute eigendom wordt in zekere zin aan banden gelegd.) Ingrijpen door de overheid in de levensstijl van burgers, door bijvoorbeeld minder te consumeren of minder vlees te eten om zo het milieu te ontlasten wordt verschillend beoordeeld.

#### Rentmeesterschap
Te onderscheiden van, maar verwant aan bovengenoemde groene stromingen, is de christelijke leer van het rentmeesterschap. De aarde en haar bewoners wordt gezien als de schepping van God en het staat de mens niet zomaar vrij om er naar eigen goeddunken mee om te springen. Een absolute vorm van eigendom wordt afgewezen, alleen een afgeleide vorm hiervan (bezit als te onderscheiden van eigendom) wordt gezien als in lijn met de bedoelingen van God de Schepper. De aarde is door God in bruikleen gegeven aan de mens. In Nederland staat rentmeesterschap hoog in het vaandel bij de ChristenUnie. De ChristenUnie gaat door voor een zeer milieubewuste partij. Ook het CDA onderschrijft het rentmeesterschap., evenals de Vlaamse CD&V.

#### Verdere ontwikkeling van de Groene Politiek
Anno 1995 werd de Groene Liga in Finland de eerste Europese partij die deel werd van een coalitie op staatsniveau. De Duitse Groenen volgden in 1998-2005 waarbij ze een regering vormden met de SPD (Sozialdemokratische Partei Deutschlands). In 2001 slaagde deze partij erin haar stempel op het beleid te drukken, door het bereiken van een akkoord waarbij de Duitse afhankelijkheid van nucleaire energie gestopt moest worden.
In 2004 werd in Letland Indulis Emsis, de leider van de Letse Groene Partij, de minister-president van Letland. Daarmee werd hij de eerste Groene politicus die een land leidde.

## Standpunten

### Centrale principes
In 1979 identificeerden de Duitse Grünen als eersten de Vier Pilaren van de Groene politiek (ecologische wijsheid, sociale rechtvaardigheid, basisdemocratie en geweldloosheid). Dit zou de latere basis vormen voor Groene partijen over de hele wereld.
In 1984 breidden de Green Committees of Correspondence in de Verenigde Staten de vier pilaren uit tot de tien kernpunten. Naast de eerder vernoemde Vier Pilaren voegde men de volgende basisprincipes toe: decentralisatie, een gemeenschapsgerichte economie, post-patriarchale waarden (later veranderd naar feminisme, respect voor diversiteit, de klemtoon op het principe van wereldwijde verantwoordelijkheid en de toekomstfocus. In 2001 is op het congres in Camberra de huidige 6 pilaren aangenomen: Ecologische wijsheid, sociale rechtvaardigheid, een basisdemocratie, anti-geweld, duurzaamheid en respect voor diversiteit.

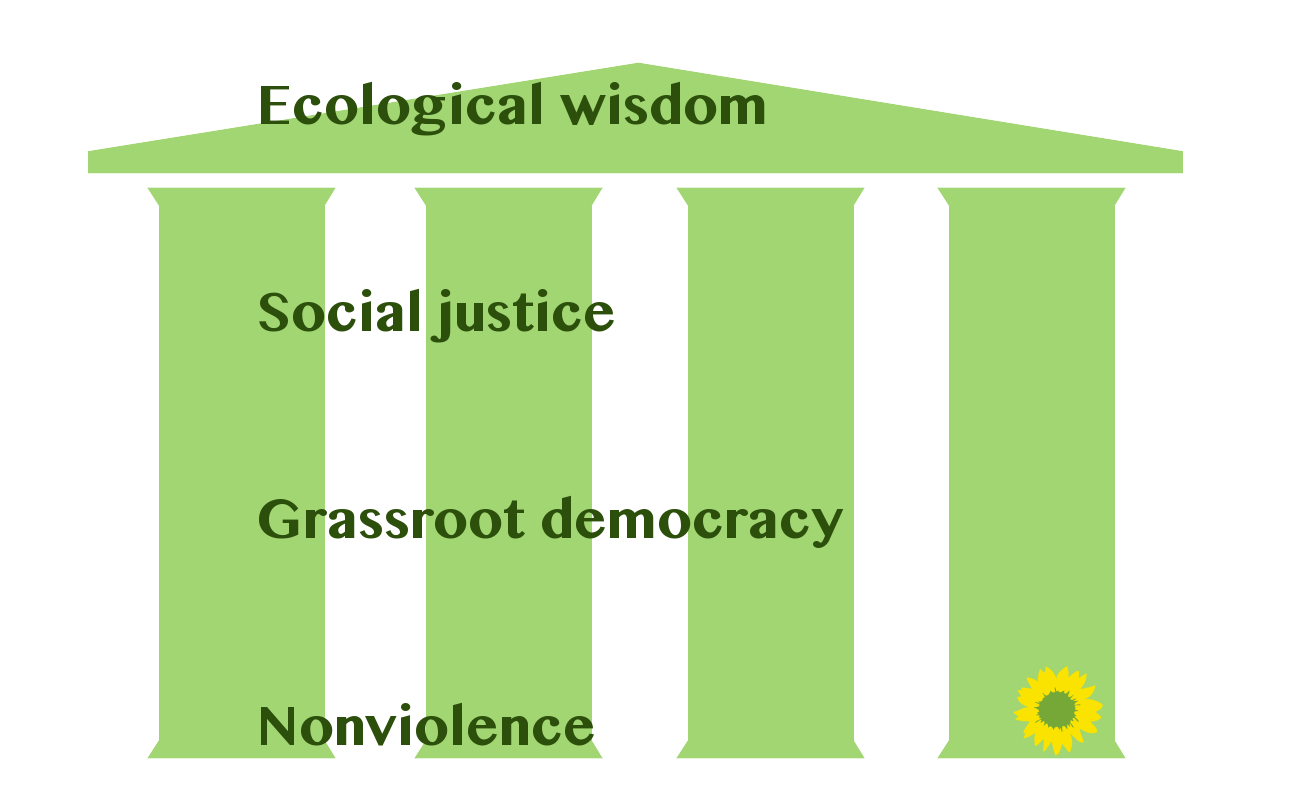
1979; 4 pilaren van de Groenen

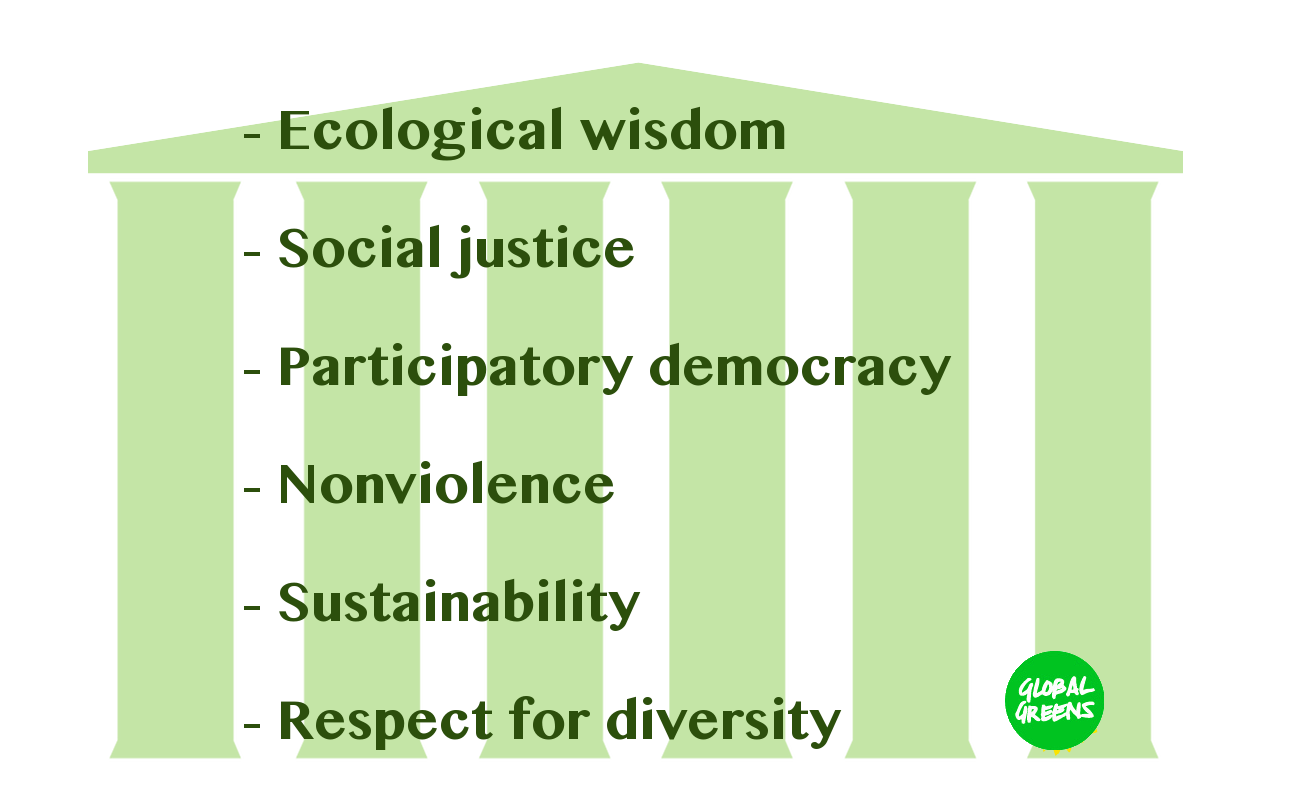
2001; 6 pilaren van de Groenen

### Democratie
Vanaf haar begin heeft de Groene politiek gepleit voor basisdemocratie. De Groene Politiek vindt het belangrijk dat burgers - bijvoorbeeld via referenda - een actieve rol spelen bij het maken van beslissingen die een invloed hebben op hun eigen leven.
Groene politiek bemoedigt ook politieke betrokkenheid op individueel niveau, zoals bewust consumeren of het kopen van artikelen die ethisch verantwoord en milieuvriendelijk zijn.
In de Europese Unie steunen de meeste groene partijen een democratisch federaal Europa.
De Groene ideologie legt een nadruk op participatiedemocratie met het principe "Denk wereldwijd, handel lokaal" (think global, act local). Hieruitvolgend is de ideale Groene partij van onder naar boven gestructureerd van buurten naar gemeenten naar regio's naar nationale overheden. Het beslissingsproces gaat via een consensus.

### Andere kernpunten
Groene partijen zijn over het algemeen tegen kernenergie en tegen het vrijkomen van schadelijke gassen in de atmosfeer.
Groene partijen zijn voor het beperken van het ontwikkelen van genetisch gemodificeerd organismes (GMO's), vanuit het voorzorgsprincipe, waarbij technologieën pas geïmplementeerd worden wanneer bewezen is dat ze mens en milieu niet schaden.
In de geest van het pacifisme zijn de Groenen tegen de oorlog, tegen terrorisme en de beperking van burgerrechten die daar vaak mee gemoeid gaan. Ze richten zich meer op het opbouwen van een democratie in conflictzones en het steunen van een burgermaatschappij met daarin specifiek een grotere rol voor vrouwen. Emancipatie voor vrouwen en LGBT's speelt ook een prominente rol bij de Groenen.
De meeste Groenen wereldwijd zijn voor softdrugs en tegen de "War on Drugs" en "het criminaliseren van een slachtofferloos misdrijf". Ze roepen echter wel op tot een harde wetshandhaving op het gebied van gewelddadige misdaad met daarin onder andere het handelen in harddrugs.
Omdat ze vaak betrokken zijn bij het bevorderen van diversiteit, zijn sommige groene partijen betrokken bij het beschermen van tradities, talen en culturen. De Ierse groene partijen steunen bijvoorbeeld het behoud van de Ierse taal.
Sommige Groene partijen focussen zich sterk op de campagne voor het afstoten van fossiele brandstoffen.
Thomas Pogge, directeur van het Global Justice Program en hoogleraar aan Yale heeft ooit gezegd dat deze campagne voor het afstoten van fossiele brandstoffen kan bijdragen aan politieke beslissingsmomenten zoals bij de COP (de internationale climate change conferentie). Sommige voorlopers op dit vlak in Amerika zijn Stanford University, Syracuse University, Sterling College en nog 20 meer universiteiten. Een grote groep steden, landen en religieuze instituties zijn ook deel van de beweging voor het afstoten van fossiele brandstoffen. Ook in Nederland pleiten groepen hiervoor onder de naam "fossielvrij".

## Organisatie

### Wereldwijde organisatie

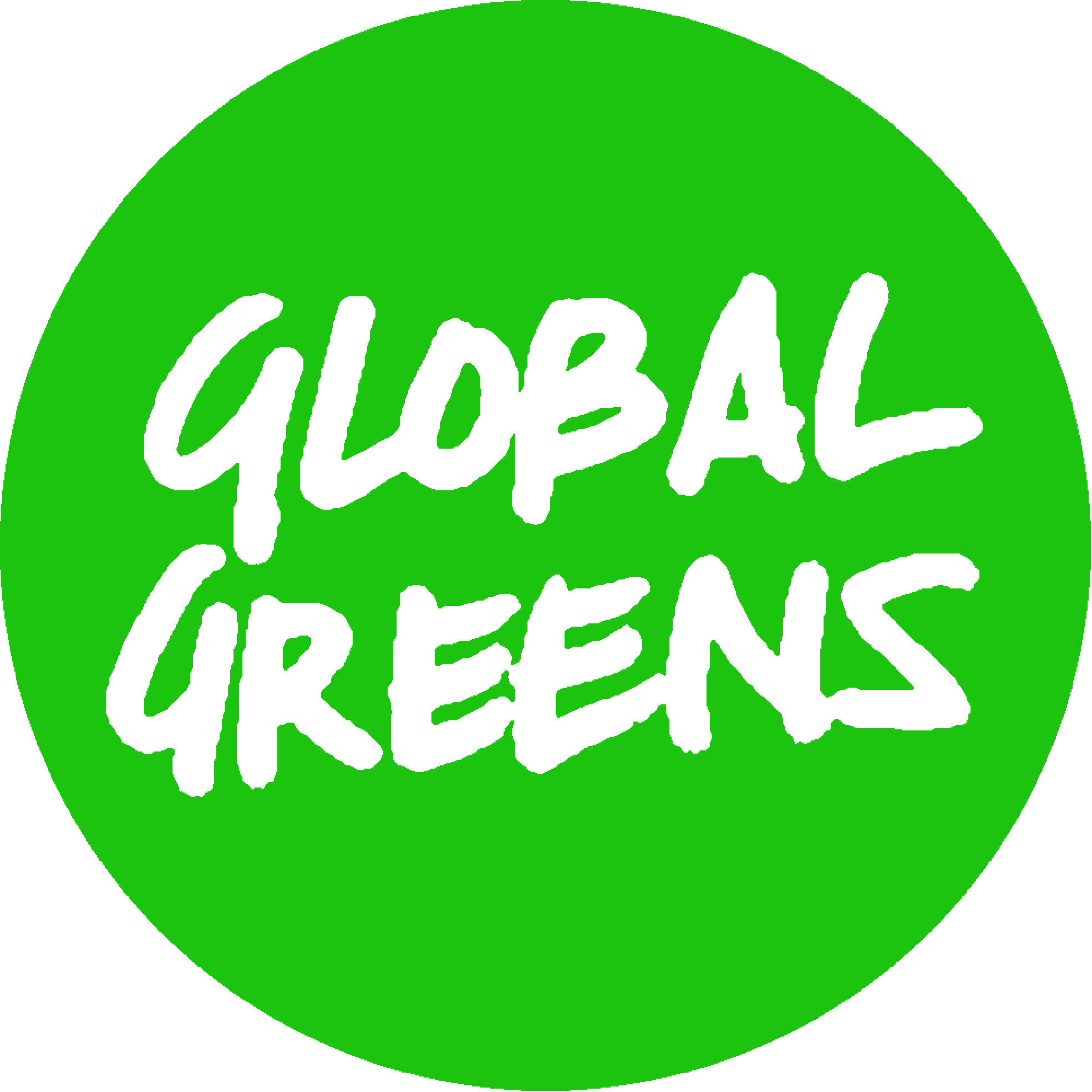
Global Greens logo

Wereldwijd zijn er meer dan 100 groene partijen identificeerbaar.
De belangrijkste internationale beweging van de Groenen heet de Global Greens en deze houdt elke vijf tot zeven jaar een congres.
Onder de Global Greens zijn de deelnemende partijen verdeeld in vier continentaal georiënteerde federaties:
- Federatie van Groene Partijen in Afrika (Federation of Green Parties of Africa)
- Federatie van Groene Partijen in Noord-, Zuid- en Midden-Amerika (Federation of the Green Parties of the Americas / Federación de los Partidos Verdes de las Américas)
- Aziatisch-Pacifisch Groen Netwerk (Asia-Pacific Green Network)
- Europese Groene Partij (European Federation of Green Parties)

De Europese Federatie van Groene Partijen vormde zichzelf als de Europese Groenen op 22 februari 2004, in aanloop naar de verkiezingen voor het Europese parlement in juni 2004.
Naast de Global Greens bestaat de kleinere internationale organisatie World Ecological Parties (WEP) - opgericht in 2003 - waar onder meer de Duitse Ökologisch-Demokratische Partei (ÖDP) toebehoort. Tot haar opheffing behoorde Duurzaam Nederland ook tot de WEP.

#### Ontwikkeling
De eerste onofficiële wereldwijde vergadering van de Groenen, de Planetary Meeting of Greens, vond plaats in Rio de Janeiro op 30 en 31 mei 1992, direct voor de United Nations Conference on Environment and Development die ook in Rio plaats zou vinden. Meer dan 200 Groenen uit 28 landen woonden deze bijeenkomst bij. Hier is een commissie opgericht, de Global Green Steering Committee, met daarin twee zetels voor elk continent. In 1993 heeft deze commissie de oprichting van het Global Greens Network geautoriseerd met daarin het mandaat voor een gezamenlijke agenda, nieuwsbrief en een Global green richtlijn. Dit netwerk bestaat uit afgevaardigden van elke Groene partij.
Daarnaast werd ook een ondersteunende organisatie opgezet: de Global Greens Coordination (GGC). Deze bestaat uit drie afgevaardigden van elke continentale Federatie van partijen (Afrika, Europa, de Amerika's en Azië/Stille Oceaan). De GGC mag het voeren van een wereldwijd uniforme campagne onder haar leden voorstellen, daarnaast mag ze ook statements steunen van individuele Groene partijen. Een voorbeeld waarbij dit reeds gebeurd is, is de steun aan een statement van de Amerikaanse Green party over het Israel-Palestina conflict.
In 1996 tekenden 69 Groene partijen een gezamenlijke declaratie tegen het nucleaire testen van Frankrijk in de Stille Zuidzee. Dit was het eerste gezamenlijke internationale statement met betrekking op een lopend issue. Een tweede statement werd gepubliceerd naar aanleiding van het Kyoto-verdrag in december 1997.
De eerste officiële bijeenkomst van de Global Greens vond in 2001 plaats in Canberra, nu met meer dan 800 Groenen uit 72 landen. Hier is het Global Greens Charter gepresenteerd met zes gidsende principes. Groene partijen over de hele wereld hebben dit manifest vertaald en in hun programma of manifest verwerkt. Het tweede Global Green Congres is gehouden in het Braziliaanse São Paulo in mei 2008, er namen 75 groene partijen deel.
Het derde Global Greens-congres vond plaats in Dakar (2012). Hier bespraken ze onder andere de ontwikkeling van Afrika, de emancipatie van vrouwen, klimaatverandering en de Arabische Lente.
De Global Greens werken ook samen op andere vlakken. Zo was er bijvoorbeeld de campagne om het Nieuw-Caledonisch koraalrif te nomineren voor een werelderfgoed-status. Een ander voorbeeld is Ingrid Betancourt, de leider van de Groene partij in Colombia, de Groene Zuurstof Partij (Partido Verde Oxigeno). Betancourt en de campagnemanager van de partij, Claire Rojas, werden op 7 maart 2012 ontvoerd door extremisten van de FARC. In reactie daarop voerden Groene partijen over de hele wereld de politieke druk op voor hun vrijlating.
Ook bezocht Bob Brown, de leider van de Australische Groenen, Colombia, net als een afgevaardigde van de Europese Groene Federatie, Alain Lipeitz, wie daar ook een rapport over publiceerde. De vier Federaties van de Groenen publiceerden een bericht naar FARC. Betancourt werd gered door het Colombiaanse leger in 2008.

#### Interne debatten
Ales Steffen is de bedenker van de verschillende tinten groen: Lichtgroen, waar persoonlijke verantwoordelijkheid centraal staan, felgroen waar de focus ligt op technologische ontwikkelingen en regulatie en donkergroen waar een complete verandering van wereldorde als de oplossing gezien wordt. Deze drie tinten groen geven een overzicht van de keuzes die de Groenen maken tussen vrijheid en milieupolitiek.
Ook is er binnen de Groene beweging een tweedeling tussen partijen die zich vooral op "Groen" (milieu, duurzaamheid) richten en partijen die zich ook op "Rood"(sociale onderwerpen) richten. De meningen verdelen zich over waar de nadruk zou moeten liggen.

## Groene partijen in Europa
| Land           | Partij                                                   |
| -------------- | -------------------------------------------------------- |
| België         | Groen, Ecolo en DierAnimal                               |
| Nederland      | GroenLinks en Partij voor de Dieren                      |
| Duitsland      | Bündnis 90/Die Grünen en Partei Mensch Umwelt Tierschutz |
| Italië         | Groene Federatie (Italië)                                |
| Frankrijk      | Europe Écologie-Les Verts                                |
| Zwitserland    | Groene Partij van Zwitserland en Grünliberale Partei     |
| Zweden         | Miljöpartiet de Gröna                                    |
| Noorwegen      | Miljøpartiet De Grønne                                   |
| Schotland      | Scottish Green Party                                     |
| Engeland/Wales | Green Party of England and Wales                         |
| Luxemburg      | Déi Gréng                                                |
| Portugal       | Partido Ecologista "Os Verdes"                           |
| Ierland        | comhaontas glas en Green party in Northern Ireland       |
| Polen          | Partia Zieloni                                           |
| Finland        | Groene Liga                                              |
| Spanje         | EQUO en Iniciativa per Catalunya Verds                   |
| Oostenrijk     | Die Grünen - Die Grüne Alternative                       |
| Cyprus         | Kinima Oikologon Perivallontiston                        |
| Griekenland    | Oikologoi Prasinoi                                       |

## Meer informatie
- Dobson, Andrew (2007). Green Politicial Thought. 4. Editie (1. Editie 1980), London/ New York: Routledge. ISBN 0-415-40351-0 (Hardcover)
- Gilk, Paul (2009). "Green Politics is Eutopian". The Lutterworth Press.
- Spretnak, Charlene (1986). The Spiritual Dimension of Green Politics. Santa Fe, N.M.: Bear & Co. 95 p. ISBN 0-939680-29-7